# Giovanni Canestri
Giovanni Canestri (30 de setembre de 1918 - 29 d'abril de 2015) va ser un cardenal italià arquebisbe emèrit de Gènova.
Nascut a Castelspina, província d'Alessandria, va ser ordenat prevere el 12 d'abril de 1941 i començà el seu ministeri pastoral a Roma. L'agost de 1959 va ser nomenat director espiritual del Pontifici Seminari Romà, sent membre de la comissió pel primer sínode diocesà de Roma. També serví com a examinador apostòlic pel clergat.
El 8 de juliol de 1961 va ser nomenat bisbe titular de Tenedo i auxiliar del Cardenal vicari de Roma. Participà en les congregacions generals del Concili Vaticà II en els temes de l'ecumenisme i la llibertat religiosa.
El 7 de gener d e1971 va ser enviat a la seu de Tortona. El 8 de febrer de 1975 va ser enviat a la seu titular de Monterano, amb el títol personal d'arquebisbe, i nomenat viceregent de la diòcesi de Roma. Durant aquesta època va estar molt dedicat al creixement i desenvolupament de la comunitat, defensant els valors de la persona humana, especialment el valor de la vida.
El 22 de març de 1984 va ser nomenat arquebisbe de Cagliari; i el 6 de juliol de 1987 va ser enviat a la seu metropolitana de Gènova, on va recollir el llegat del cardenal Siri i començà una profunda renovació a la diòcesi en línia amb el Concili Vaticà II. Va ser ell qui inicià, entre altres coses, el compromís missioner de la diòcesi de Gènova amb l'obertura de la missió de Guaricano, a Santo Domingo (República Dominicana), el 1992, recordant així el cinquè centenari de l'evangelització del continent americà.
Canestri va ser creat i proclamat cardenal prevere pel Papa Joan Pau II al consistori del 28 de juny de 1988, amb el títol de Sant'Andrea della Valle. El 20 d'abril de 1995 passà a ser Arquebisbe Emèrit de Gènova.